# ناحیه تیسافورد
ناحیهٔ تیسافورد (به مجاری: Tiszafüredi járás) یک ناحیه در مجارستان است که در یاس-نادی‌کون-سولنوک واقع شده‌است. ناحیهٔ تیسافورد ۴۱۷٫۰۵ کیلومتر مربع مساحت و ۱۹٬۵۵۹ نفر جمعیت دارد.